# Emissaries
Emissaries is een studio-/livealbum/stripverhaal van Radio Massacre International en Matt Howarth.
Howarth bezocht een concert van de band in Philadelphia (Pennsylvania) ten tijde van de concerten in 2004. Die stad is een tweede thuishaven voor de band geworden. Ze traden er vaak op in het kader van The Gatherings, concerten gewijd aan elektronische muziek door Chuck van Zyl van het radioprogramma  Star’s End. Daartegenover stond een belangstelling van de band in het werk van Matt Howarth, een comicwriter. Vervolgens werd Cuneiform Records bereid gevonden het pakketje uit te geven. RMI had daarmee eindelijk een internationaal platencontract in de wacht gesleept. 
Het totaal werd gepresenteerd als dubbelalbum, waarbij het stripverhaal als pdf-bestand op de eerste compact disc werd meegeperst. Album nummer 1 bevat studio-opnamen vanuit Londen (Northern Echo Studio) en Manchester (The Greenhouse), album nummer 2 bevat opnamen die RMI op 9 mei 2004 voor het radiostation maakte.

## Musici
- Steve Dinsdale, Duncan Goddard, Gary Houghton – synthesizers, gitaar, basgitaar

## Muziek
| Nr. | Titel                                | Duur  |
| --- | ------------------------------------ | ----- |
| 1.  | Seeds crossing the interstellar void | 16:23 |
| 2.  | A priest crossing frozen water       | 13:24 |
| 3.  | Mad Bob’s self-inflicted torment     | 9:59  |
| 4.  | The emissaries reveal themselves     | 9:09  |
| 5.  | The ice garden                       | 7:37  |
| 6.  | A promise of salvation               | 3:28  |

| Nr. | Titel                                    | Duur  |
| --- | ---------------------------------------- | ----- |
| 1.  | An interstellar vacuum is far from empty | 12:15 |
| 2.  | Mobile star systems                      | 13:02 |
| 3.  | A piano wanders the incandescent vapours | 11:12 |
| 4.  | Sympathy for the bedeviled               | 9:36  |
| 5.  | A arrival of the seeds                   | 16:17 |
| 6.  | Deliverance from nuclear winter          | 14:13 |